# Daihatsu Applause
De Daihatsu Applause was een compacte middenklasse (C-segment) auto van de Japanse autofabrikant Daihatsu die geproduceerd werd van 1989 tot 2000. Het meest opmerkelijke van de Applause was zijn ongewone carrosserievorm die, ondanks dat het een vierdeurs sedan leek te zijn, in feite een vijfdeurs hatchback was met een sedanvormige 412-liter kofferbak en een grote achterklep.

## Geschiedenis

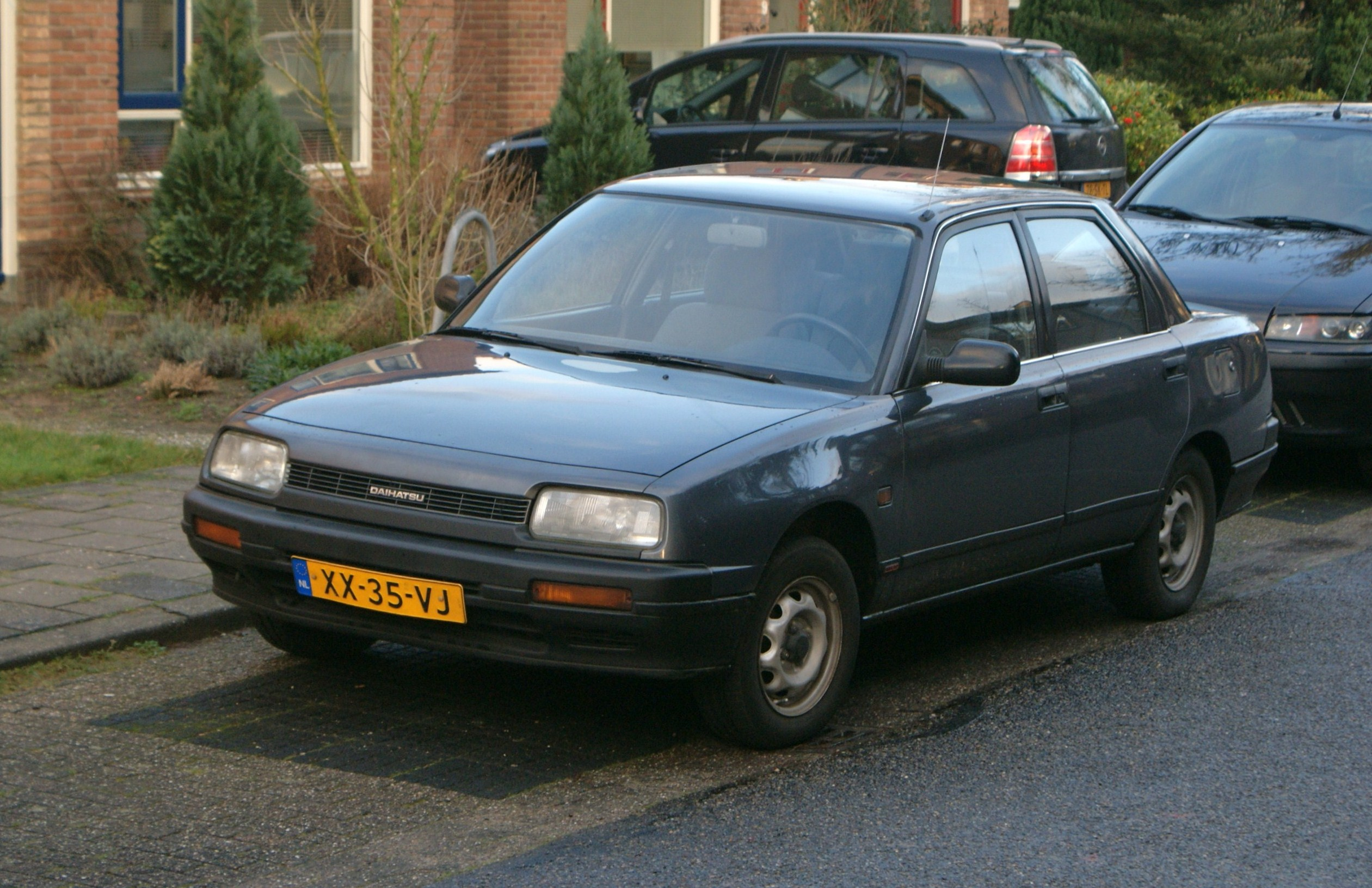
Daihatsu Applause (1990)

Toen Daihatsu zich profileerde als Toyota's specialist in compacte auto's, waren compacte middenklassers de grootste auto's die door het bedrijf op de markt werden gebracht. Bij het vervangen van de langlopende Charmant besloot het bedrijf om een unieke aanpak in het segment te proberen, met de bedoeling om te profiteren van de voorkeur voor sedans en tegelijkertijd de flexibiliteit en het gemak van een vijfdeurs hatchbackcarrosserie te bieden. Met dit concept werd de Applause gepresenteerd tijdens de Autosalon van Genève in 1989.
De Applause had voorwielaandrijving en een dwars voorin gemonteerde motor. Een versie met permanente vierwielaandrijving werd verkocht van 1989 tot 1994. Alle modellen werden aangedreven door verschillende versies van de 1589 cc viercilinder Daihatsu HD 16 kleppen lijnmotor met bovenliggende nokkenas, gekoppeld aan een handgeschakelde vijfversnellingsbank of een drie- of viertraps automatische versnellingsbak.

### Facelift 1992

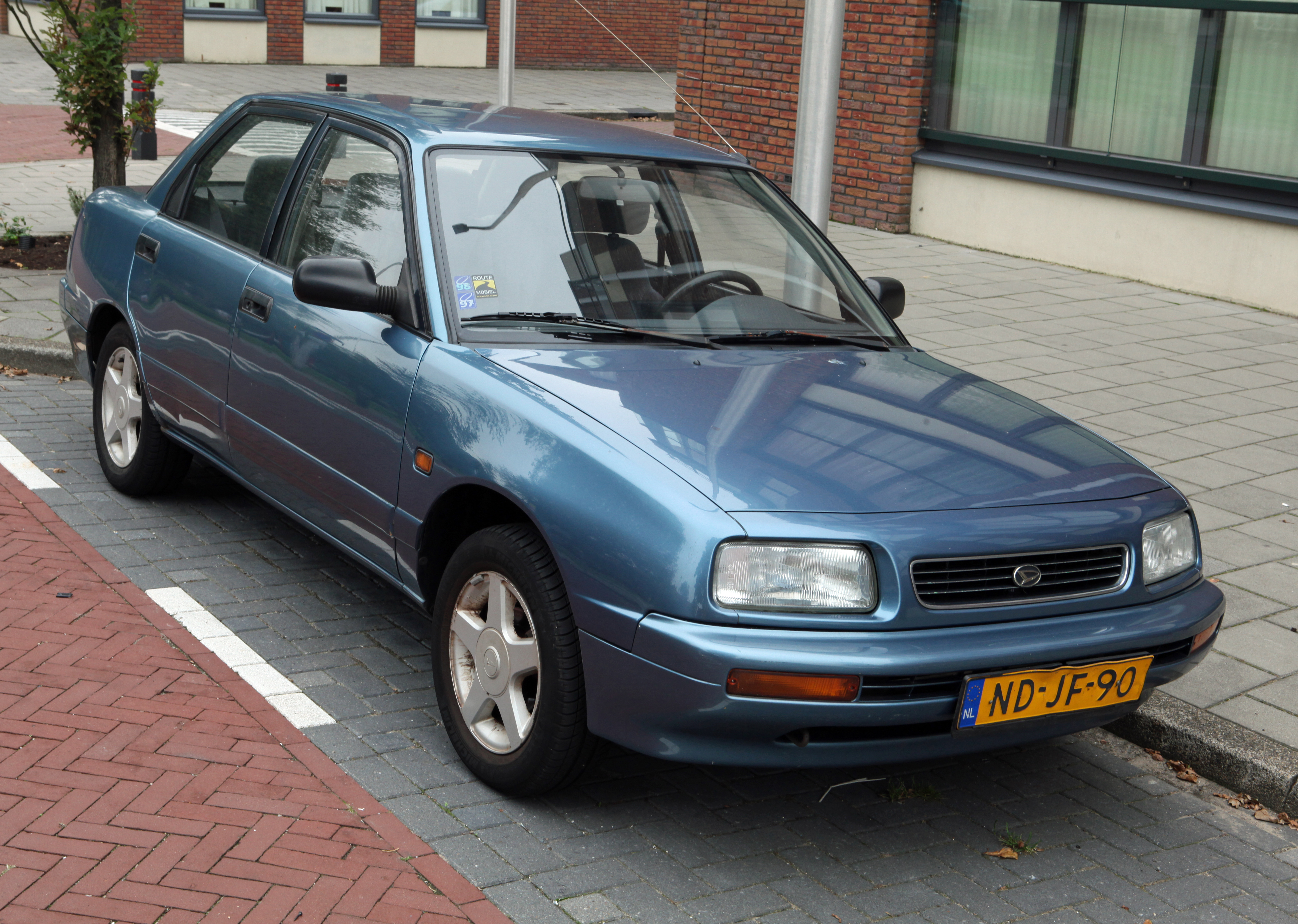
Daihatsu Applause (1995)

In 1992 kreeg de Applause een milde facelift met een subtiele wijziging van de voor- en achterzijde en een kleine toename van de lengte. De carburateurmotor was niet meer beschikbaar.
In 1994 werd de productie van de versie met vierwielaandrijving gestaakt en kreeg de rest van het programma een opgewaardeerde achterzijde en een lichte aanpassing van de grille.

### Facelift 1997

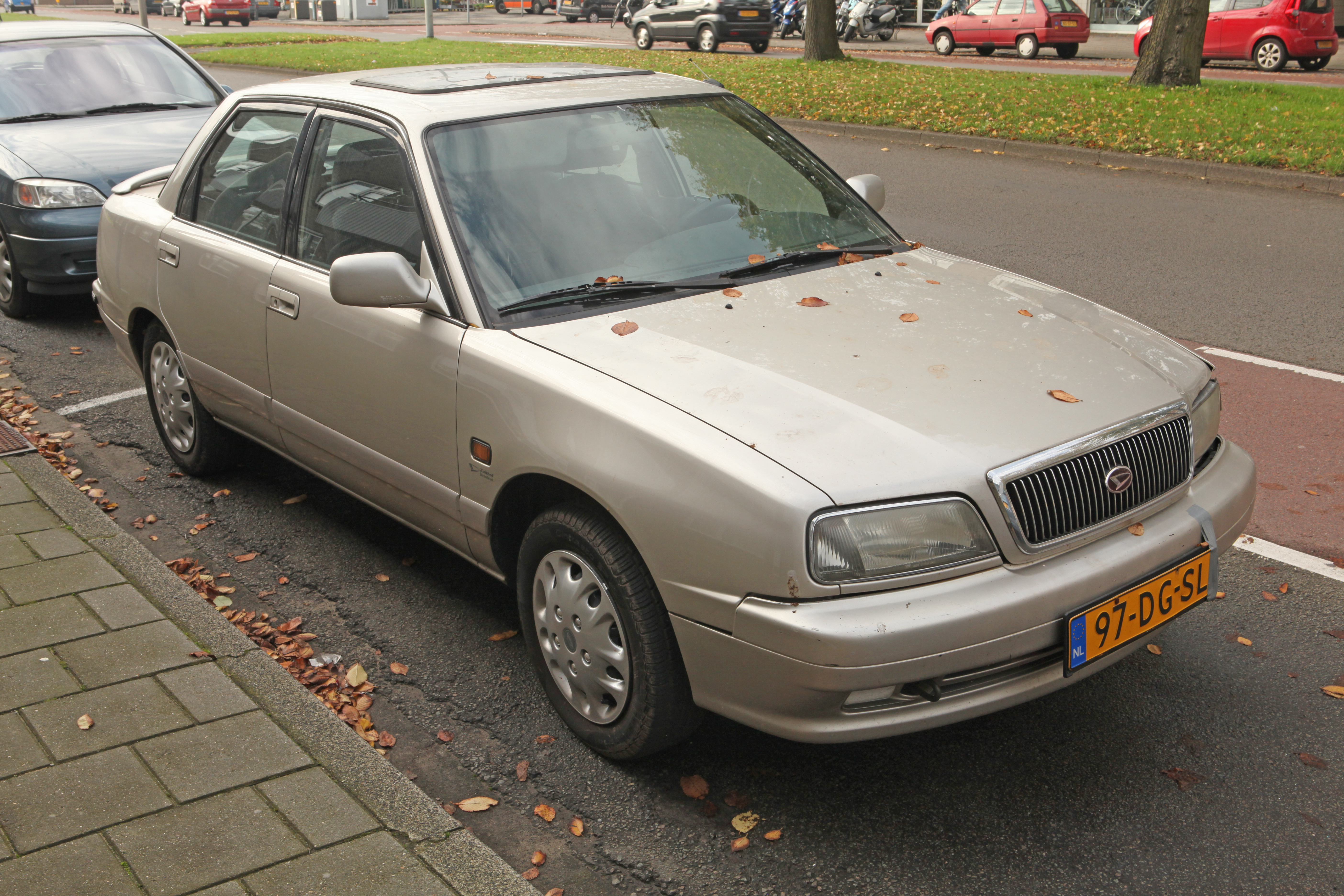
Daihatsu Applause (1999)

Hoewel de Daihatsu Applause er in 1989 modern uitzag en op zijn minst even groot was als de concurrentie, begon het model na zeven jaar op de markt behoorlijk verouderd en kleiner te ogen dan nieuwere compacte middenklassers. Daihatsu vond het economisch niet verantwoord om de auto te vervangen door een geheel nieuw model maar gaf de Applause een uitgebreide facelift in de hoop de teruglopende verkoop weer op gang te brengen.
De opgefriste Applause debuteerde in september 1997 op de 57e Internationale Automobilausstellung van Frankfurt in september 1997. Een compleet nieuwe voor- en achterzijde zorgden voor een veel formelere uitstraling en de lengte van de auto nam enigszins toe. Alle andere afmetingen van de Applause bleven gelijk, inclusief het laadvermogen.
De facelift hielp het verkoopresultaat niet veel, waardoor het model in mei 2000 geheel werd stopgezet zonder een directe vervanging voor exportmarkten. In Japan nam de Daihatsu Altis, die in wezen een gerebadgede Toyota Camry was, zijn rol over als de grootste sedan van Daihatsu.
In productie:
Copen ·
Cuore ·
Hijet ·
Materia ·
Sirion ·
Terios ·
Trevis
Concepts:
Mud Master C
Niet meer in productie:
Applause ·
Charade ·
Charmant ·
Consorte ·
Compagno ·
Fellow ·
Feroza ·
Gran Move ·
Max Cuore ·
Move ·
Rocky ·
Taft ·
Valéra ·
YRV